# 1-otten-3-olo
L'1-otten-3-olo, detto anche aroma fungino, è un alcol secondario derivato dall'1-ottene di formula CH3(CH2)4CH(OH)CH=CH2. Trattasi di un catabolita ossidativo dell'acido linoleico prodotto principalmente da piante e funghi, in particolare dai funghi commestibili e dalla melissa. È uno dei composti responsabili per il sentore di tappo che conferisce ai vini chiusi coi tappi di sughero un odore-sapore fungino sgradevole. La sostanza è presente anche in minute concentrazioni nel sudore e nell'alito degli esseri umani.

## Nomenclatura
Essendo il carbonio ossidrilico stereogenico, l'1-otten-3-olo può esistere in due forme enantiomeriche:  (R)-(–)-1-otten-3-olo (CAS: 3687-48-7:)  e (S)-(+)-1-otten-3-olo (CAS: 24587-53-9).

## Usi
Viene introdotto nei profumi e negli alimenti come additivo.
Talvolta assieme all'Anidride carbonica, viene utilizzato come attrattore nelle trappole per insetti.